# 马来西亚希望基金
希望基金，是一项由马来西亚财政部成立的筹款通道。财政部也会每日更新数额（非工作日除外）。該基金截至2019年1月14日，即接受捐款的最后一天，共筹获2亿271万6775令吉10仙，加上277万4444令吉投资利息，使到基金户头总额达到2亿549万1219令吉。2019年11月30日，财政部长林冠英指出，随着政府在11月28日支付最后一笔款项，即6168万261令吉87仙偿还一马公司伊斯兰中期票据债券（1MDB IMTN）利息后，2亿零500万令吉的希望基金已悉数用以偿还一马公司债务。目前希望基金已停止接受捐款。

## 历史
此基金的类似于1998年韩国民间团体便自发将私人黄金兑换给银行，即“捐赠黄金活动”。当时韩国受到亚洲金融危机的冲击，政府欠下巨额外债。这项体现爱国精神的举动使得韩国渡过了此次金融危机，还成功凝聚了该国人民的爱国意识，并为现代韩国创造“经济奇迹”奠定了成功的基础。
自国阵于2018年马来西亚大选失去政权后，新上任的希盟政府的支持者便在网上筹款帮忙还国债务。然而为了提防有心人士利用民众的善心进行欺诈，加上民众纷纷要求捐款，财政部便表示将开设具透明化和系统化的官方管道供民众捐款。新任马来西亚首相马哈迪·莫哈末于2018年5月30日宣布成立“大马希望基金”，以让爱国人士以捐款的方式，减轻国家债务问题。

## 筹款数量
此项数据自2018年5月30日下午3时于财政部脸书公布，并且会每日更新(非工作日除外)。而这项基金不到一个月，捐款即破一亿令吉。截至10月31日，捐款总额为一亿九千六百四十七万三千三百八十二令吉六十八仙（196,473,382.68令吉）。12月26日，捐款总额突破2亿令吉。
| 日期     | 金额(百万令吉) |
| -------- | -------------- |
| 2018年   |                |
| 5月31日  | 7.076          |
| 6月1日   | 18.609         |
| 7月1日   | 132            |
| 7月17日  | 153.445        |
| 8月9日   | 173.441        |
| 8月17日  | 178.073        |
| 8月27日  | 178.917        |
| 8月29日  | 179.677        |
| 9月6日   | 188.394        |
| 9月19日  | 190.524        |
| 9月28日  | 193.982        |
| 10月1日  | 194.349        |
| 10月11日 | 195.870        |
| 10月23日 | 196.227        |
| 10月31日 | 196.473        |
| 11月2日  | 196.605        |
| 11月9日  | 197.759        |
| 11月23日 | 198.140        |
| 11月30日 | 198.422        |
| 12月26日 | 200.033        |
| 12月27日 | 200.593        |
| 12月31日 | 202.135        |
| 2019年   |                |
| 1月14日  | 202.717        |

## 希望基金用途[1]
| 项目                                          | 缴付日期       | 缴付总额（令吉） | 已用资金（令吉） | 状态 |
| --------------------------------------------- | -------------- | ---------------- | ---------------- | ---- |
| 1.缴付部分一马公司债务-伊斯兰中期票据债券利息 | 2019年5月30日  | 143,750,000      | 143,750,000      | 完成 |
| 2.无效支票退款                                | 2019年6月16日  | 51,500           | 51,500           | 完成 |
| 3.失误献金退款                                | 2019年6月25日  | 9,457            | 9,457            | 完成 |
| 4.缴付部分一马公司债务-伊斯兰中期票据债券利息 | 2019年11月28日 | 143,750,000      | 61,680,262       | 完成 |

## 争议
该项基金发起时，便有网民形容该基金为一项“美禄罐政策” （Milo Tin）。
2018年6月20日，一名小学生在吉隆坡泗岩沫国会议员杨巧双的服务中心举行的记者会上，将自己的扑满交给民主行动党资深领袖林吉祥。这项举动引起人民公正党最高理事拉蒂花批评，她认为小孩虽可以表达爱国，但是不需要开记者会来接受小孩的钱，并形容这种“搞噱头”的手法已经太过火。